# Batata II
Vanderlei Gonçalves Barbosa pseudonim boiskowy Batata II (ur. 26 listopada 1973 w Barra do Piraí) – brazylijski piłkarz występujący na pozycji obrońcy.
Batata II karierę piłkarską rozpoczął w klubie Royal SC Barra do Piraí, by następnie grać w Internacional Limeira, Remo Belém. Sezon 1994/1995 spędził w lidze meksykańskiej w klubach CF Monterrey i CF La Piedad. Do Brazylii powrócił by zagrać jedną rundę w Ituano Itu, a przez następne cztery sezony zatrudnienie znalazł w Corinthians Paulista, z którym to klubem zdobył dwukrotnie mistrzostwo kraju, klubowe mistrzostwo świata i Puchar Brazylii. Później kolejno grał w rodzimych klubach Clube Atlético Mineiro, Ituano FC, Grêmio Esportivo Brasiliense do Núcleo Bandeirante i Náutico Recife. W okresie przygotowawczym do rundy wiosennej sezonu 2005/2006 został zatrudniony w Pogoni Szczecin. W barwach Granatowo-Bordowych zadebiutował w meczu przeciwko Amice Wronki (0:3) rozegranym w Szczecinie 11 marca 2006 roku. 24 kwietnia 2006 Pogoń Szczecin rozwiązała kontrakt z zawodnikiem, który powrócił do swojego poprzedniego klubu – Náutico Recife.